# Tomáš Petříček
Tomáš Petříček, češki politik, * 27. september 1981, Rokycany
Med oktobrom 2018 in aprilom 2021 je opravljal funkcijo ministra za zunanje zadeve Češke republike.

## Življenjepis
Rodil se je 27. septembra 1981. Magistriral in doktoriral je iz mednarodnih odnosov na praški Karlovi univerzi. Naslov njegove dizertacije je bil "Perspektive energetske varnosti Evropske unije". Aktivneje je v politiki začel delovati leta 2005, v mladinskem odseku social-demokratske stranke. Med letoma 2007 in 2009 je bil asistent češkega evropskega poslanca Liborja Roučka, med letoma 2014 in 2017 pa svetovalec evropskega poslanca Miroslava Pocheja.
Maja 2017 je bil imenovan na mesto namestnika ministra za delo in socialne zadeve, 16. oktobra 2018 pa za češkega zunanje ministra.